# Ō̆
Ō̆ (minuscule : ō̆), appelé O macron brève, est une lettre latine utilisée en linguistique historique notamment dans la romanisation l’écriture du hittite et du sogdien, ou dans l’étude du vieil anglais.
Il s’agit de la lettre O diacritée d’un macron et d’un brève.

## Utilisation
Le ō̆ est utilisé dans l’étude du vieil anglais pour noter une voyelle o longue ou courte.

## Représentations informatiques
Le O macron brève peut être représenté avec les caractères Unicode suivants : 
- composé et normalisé NFC (latin étendu A, diacritiques) :

| forme     | représentation | chaîne de caractères | point de code | description                                        |
| --------- | -------------- | -------------------- | ------------- | -------------------------------------------------- |
| capitale  | Ō̆              | Ō◌̆                   | U+014C U+0306 | lettre majuscule latine o macron diacritique brève |
| minuscule | ō̆              | ō◌̆                   | U+014D U+0306 | lettre minuscule latine o macron diacritique brève |

- décomposé et normalisé NFD (latin de base, diacritiques) :

| forme     | représentation | chaîne de caractères | point de code        | description                                                    |
| --------- | -------------- | -------------------- | -------------------- | -------------------------------------------------------------- |
| capitale  | Ō̆              | O◌̄◌̆                  | U+004F U+0304 U+0306 | lettre majuscule latine o diacritique macron diacritique brève |
| minuscule | ō̆              | o◌̄◌̆                  | U+006F U+0304 U+0306 | lettre minuscule latine o diacritique macron diacritique brève |